# Вурдалаки
«Вурдалаки» — український рок-гурт з м.Черкаси. Стиль цього гурту коливається між рок-фолк-етно, софт-готік-рок, та між загальнішими поняттями такими як «припопсований рок» чи «прирокована попса». Сам лідер гурту Кока Черкаський класифікує творчість своєї команди як: «сучасна вурдалацька естрада».

## Походження назви
Слово «Вурдалаки» взято з пісні «Червоної рути…». Українська назва «вампірів». Відображає певну містичність та українськість у творчості гурту.

## Склад гурту
- Кока Черкаський — вокал, автор більшості пісень;
- Юлія Ярошенко — вокал;
- Олександр Молоцило — гітара;
- Юрій Отземок — гітара;
- Євген Ільїн — бас-гітара;
- Роман Бордунов — барабани.

## Колишні учасники
- Віктор Панченко — бас-гітара (брав участь у запису альбому «Зоре моя» та у кількох фестивалях);
- Роман Грицаєнко — ритм-соло-гітара;

## Дискографія
- 2008 — Збірка «Вся рок-Україна». Пісня «…червоної рути».
- 2010 — Альбом «Зоре моя».

## Хронологія розвитку гурту
- червень 2007 — Черкаси, концерт в рамках проекту «Зроби подарунок Україні! Переходь на українську!» організованого громадською організацією «Не будь байдужим» (спільно з гуртами «Мотор'ролла», «Флайза», «Гуляйгород», «Мандри»);
- червень 2007 — Полтава, фестиваль «Мазепа-Фест»;
- грудень 2007 — Київ, «Слов'янський Рок — 2007»;
- 2008—2009 — участь у різноманітних концертах та фестивалях; запис та зведення альбому «Зоре моя»;
- 2010 — гурт тимчасово не працює.

## Галерея

Логотип гурту "Вурдалаки"
Подвійний альбом "Вся рок-Україна", куди увійшла пісня гурту "Вурдалаки" "...червоної рути".